# Небель (Киренский район)
Небель — посёлок в Киренском районе Иркутской области России.
Небель — административный центр и единственный населённый пункт сельского поселения «Небельское муниципальное образование». Находится у одноимённой железнодорожной станции Байкало-Амурской магистрали, в 2 км юго-восточнее есть также посёлок Небель, но уже Казачинско-Ленского района.
В посёлке есть 7 улиц: Вокзальная, Дружбы, Молодёжная, Сосновская, Ставропольская, Таёжная и Трактовая. Небель — самый южный населённый пункт района.

## История
До 6 февраля 1996 года посёлок Небель входил в состав Усть-Кутского района Иркутской области.

## Население
По данным Всероссийской переписи населения 2010 года население посёлка составило 138 человек